# Marcelo Canellas
Marcelo Pasqualoto Canellas (Passo Fundo, 16 de outubro de 1965) é um jornalista brasileiro.
Começou a estudar agronomia, mas abandonou o curso para fazer jornalismo. Formou-se em comunicação social pela Universidade Federal de Santa Maria. Iniciou sua carreira profissional como repórter de polícia, no jornal A Razão. Pouco tempo depois, fez um teste e foi contratado pela RBS TV Santa Maria. No telejornal local, trabalhou na criação de pautas, na produção e na edição..
Em meados da década de 1980, foi indicado pela jornalista Jô Mazarollo, na época coordenadora da RBS, para trabalhar na EPTV Ribeirão. A primeira matéria do repórter no Jornal Nacional foi sobre o casamento de um preso na cidade de Jaboticabal, no interior paulista, em que toda a delegacia se mobilizou para a cerimônia: o delegado foi o padrinho, e os policiais serviram de testemunhas. 
Em 1990, Canellas foi convidado por Carlos Henrique Schroder para trabalhar como repórter especial na Globo Rio. Na editoria Rio, Canellas fez várias reportagens sobre a guerra do tráfico nas favelas. Participou também da cobertura da chacina da Candelária (1993) e da passeata na Avenida Rio Branco em que os caras-pintadas pediram o impeachment do então presidente Fernando Collor. Na ocasião, uma estudante chegou a pintar o rosto do repórter com as cores da bandeira brasileira. A imagem se tornou uma das mais marcantes de toda a cobertura.
Marcelo Canellas foi trabalhar em Brasília em 1993. Na capital federal, acompanhou alguns dos principais fatos jornalísticos do período, como a implantação do Plano Real e o julgamento da advogada Georgina de Freitas, ex-procuradora do INSS envolvida em fraudes na Previdência Social. Em 1996, o repórter cobriu o massacre de trabalhadores sem-terra em Eldorado dos Carajás. Ficou 20 dias na região do sul do Pará com o intuito de destacar como funcionava a estrutura fundiária e como se dava o acirramento do conflito entre latifundiários e trabalhadores rurais.   
Em meados da década de 1990, o jornalista iniciou uma série de matérias com temáticas sociais em defesa dos direitos humanos. Tratou, por exemplo, da exploração sexual de menores no Acre e do trabalho infantil no Nordeste. Em uma dessas reportagens, acompanhou o primeiro dia de aula de uma menina carvoeira no sul do Pará. Exibida no Jornal Nacional, a reportagem de Marcelo Canellas, que mostrava diversas crianças na mesma situação, sensibilizou uma telespectadora na capital paulista, que passou a contribuir mensalmente para ajudar a família da menina a custear sua educação. 
Depois de um período na Globo Brasília, o repórter voltou para a redação no Rio, onde participou da cobertura do desabamento do edifício Palace II. Em 1998, propôs à direção de jornalismo a realização de uma série de reportagens sobre a fome, baseada no livro Geografia da fome, de Josué de Castro. O projeto foi implementado em 2001. 
Naquele ano, o repórter Marcelo Canellas e o cinegrafista Lúcio Alves viajaram durante um mês pelo país e preparam uma série especial, exibida no Jornal Nacional. Fome tornou-se uma das séries mais premiadas do telejornalismo brasileiro. Entre outros prêmios, a equipe da TV Globo recebeu o Ayrton Senna de Jornalismo, o Barbosa Lima Sobrinho, o Imprensa Embratel, o Vladimir Herzog na categoria de documentário e a medalha ao mérito da ONU (Organização das Nações Unidas). 
Dois anos depois, o repórter voltou aos mesmos lugares retratados nas matérias para mostrar que a situação de miséria e pobreza continuava exatamente a mesma. A nova reportagem foi apresentada no Globo Repórter. 
Marcelo Canellas também participou de outras séries marcantes do Jornal Nacional, como o especial Eleições 2002, no qual voltou a mostrar o Brasil como um país de contrastes, marcado pela desigualdade social. Ainda nos anos 2000, viajou para o Egito e para Cuba, preparando uma reportagem exibida pelo Globo Repórter sobre as características sociais e culturais dos dois países. 
Marcelo Canellas recebeu três vezes o Prêmio Nuevo Periodismo, oferecido pela Fundação Nuevo Periodismo Ibero-americano (FNPI) em parceria com a empresa mexicana Cemex. Em 2002, foi premiado pela série Geografia da Fome. Em 2005, sua reportagem sobre o Cerrado, exibida no Jornal Nacional, foi a vencedora na categoria Telejornalismo. Três anos depois, a série Terra do Meio: Brasil invisível, exibida no Bom dia Brasil, ganhou na categoria Sustentabilidade.
De junho a agosto de 2010, participou do programa Brasileiros, juntamente com Edney Silvestre e Neide Duarte.